# 16878 Tombickler
16878 Tombickler è un asteroide della fascia principale del diametro medio di circa 14,51 km. Scoperto nel 1998, presenta un'orbita caratterizzata da un semiasse maggiore pari a 2,6781032 UA e da un'eccentricità di 0,1917833, inclinata di 11,95713° rispetto all'eclittica.